# Espace européen de l'enseignement supérieur
La création de l'espace européen de l'enseignement supérieur (EEES ; en anglais : European Higher Education Area = EHEA) est le principal objectif visé par le processus de Lisbonne : adapter les systèmes d'enseignement supérieur des pays membres pour les rendre plus compatibles et renforcer leurs systèmes d'assurance qualité.
L'EEES a été officiellement entériné dix ans après le début du processus de Bologne (1999), lors de la déclaration de Budapest et Vienne (2010) :

« Nous, Ministres chargés de l’enseignement supérieur dans les pays participant au processus de Bologne, nous sommes réunis à Budapest et à Vienne les 11 et 12 mars 2010 afin de lancer l’espace européen de l’enseignement supérieur (EEES), comme l’envisageait la Déclaration de Bologne en 1999. »

Tout État souhaitant adhérer à l'EEES doit signer le traité sur la Convention culturelle européenne. Il est à noter que la délivrance des diplômes reste une prérogative des États ; il n'y a pas de diplômes européens (délivrés par l'EEES).

## Objectifs généraux
Les mots-clés sont la mobilité des étudiants et des enseignants-chercheurs, l'employabilité des diplômés. 
Le site du Conseil de l'Europe résume les objectifs de la Déclaration de la manière suivante :
- Promouvoir la nécessaire dimension européenne dans l’enseignement supérieur
- Promouvoir la coopération européenne en matière d’évaluation de la qualité
- Adopter un système de diplômes aisément lisibles et comparables
- Adopter un système qui se fonde principalement sur deux cycles principaux, avant et après la licence
- Mettre en place un système de crédits comparable à celui du système ECTS
- Promouvoir la mobilité en surmontant les obstacles à la libre circulation des étudiants, des enseignants, des chercheurs et des personnels administratifs

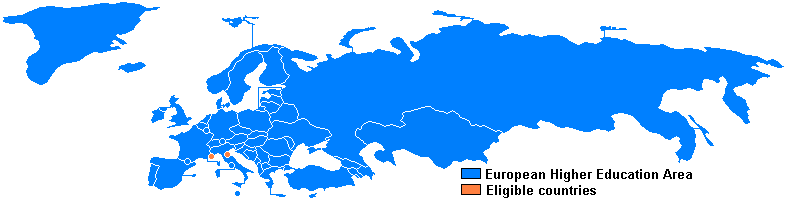
L'espace européen de l'enseignement supérieur

## Les outils de l'Espace Européen

### Mobilité étudiante et reconnaissance mutuelle des diplômes
La mobilité des étudiants implique un système cohérent des études et des diplômes :
- Le système de crédits ECTS facilite la reconnaissance des périodes d'études entre établissements de l'EEES. Une année universitaire conduit normalement à la délivrance de 60 crédits ; un crédit sanctionnant environ de 25 à 30 heures de travail de l'étudiant (cours, projets, travail personnel…).
- Le cadre européen des certifications définit 3 cycles principaux (premier cycle, deuxième cycle et troisième cycle). Chaque cycle est défini par le nombre des crédits nécessaires et la description des acquis de l'apprentissage (en anglais : learning outcomes) et des compétences que doivent acquérir les diplômés à l'issue de chaque cycle :
  1. Le premier cycle (180 à 240 crédits ECTS), généralement sanctionné par le diplôme de Bachelor (en France, 180 ECTS pour les diplômes de licence et depuis 2019, pour le bachelor de technologie).
  2. Le deuxième cycle (90 à 120 crédits ECTS), généralement sanctionné par le diplôme de Master (en France, diplôme de Master, titre d'ingénieur, de 120 ECTS).
  3. Le 3ème cycle, sanctionné par le diplôme de Doctorat ; de durée variable ; en France il est préparé en 3 ans minimum.

En 2018, un cycle court a été introduit (90 à 120 ECTS), qui correspondrait au DUT et BTS français.
- Le supplément au diplôme, destiné notamment aux employeurs, décrit de manière standardisé les caractéristiques des diplômes et les acquis spécifiques à chaque diplômé.

### Assurance qualité
L'espace européen ne vise pas à uniformiser les systèmes nationaux d'enseignement supérieur, mais à les rendre plus lisibles et à construire une confiance mutuelle entre les établissements d'enseignement supérieur : 
- La reconnaissance mutuelle des diplômes est basée, non sur la comparaison des contenus des programmes, mais sur la définition et la validation des acquis de formation visés (learning outcomes). C'est une évolution profonde pour les enseignants et les institutions, traditionnellement attachés à la définition des contenus des programmes et de leurs méthodes de validation.
- Dès le départ, la nécessité d'un système d'assurance qualité est apparu. L'association européenne pour l'Assurance Qualité dans l'Enseignement Supérieur (ENQA) a été chargée dans définir les standards et lignes directrices[5], qui se déclinent en 3 chapitres :
  - Assurance qualité interne aux établissements :  chaque établissement doit avoir une politique et une organisation interne d'auto-évaluation et d'amélioration continue, mise en œuvre avec toutes ses parties prenantes (étudiants, personnels, anciens diplômés et représentants de la société et des employeurs).
  - Assurance qualité externe : les établissements doivent soumettre leur organisation et  leurs résultats à des évaluations externes et indépendantes (dont les agences d'accréditation).
  - Assurance qualité des agences d'accréditation : les agences doivent agir en toute autonomie (notamment des puissances publiques ou privées) pour évaluer les institutions et leurs formations, et de porter les résultats à la connaissance du public.

En France, c'est le Haut Conseil de l'évaluation de la recherche et de l'enseignement supérieur (HCERES) qui, depuis 2013, est chargé de l'évaluation générale de l'enseignement supérieur. Depuis plus longtemps (1934), la Commission des titres d'ingénieur (CTI) est chargée de l'évaluation des formations conduisant au titre d'ingénieur diplômé. Le HCERES et la CTI sont membres de ENQA.

### Programmes européens

#### ProgrammesErasmusetErasmus Mundus
Les Programmes Erasmus et Erasmus Mundus sont des initiatives de l'Union Européenne pour promouvoir la mobilité des étudiants et des enseignants. Ils concernent donc d'abord les 27 pays de l'Union, auxquels se sont associés d'autres pays comme la Norvège, l'Islande ou la Turquie. Ce ne sont donc pas à proprement parler des  programmes de l'Espace Européen, mais ils contribuent largement à sa construction.

#### Initiative «Universités Européennes»
Au sommet  de Göteborg (2017), l'Union Européenne a lancé l'initiative « Universités Européennes », visant à « renforcer, dans l'ensemble de l'UE, les partenariats stratégiques entre les établissements d'enseignement supérieur et d'encourager l'émergence, d'ici 2024, d'une vingtaine d'universités européennes ». Ces universités sont en fait des réseaux d'universités de haut niveau, qui « permettront aux étudiants d'obtenir un diplôme en combinant des études dans plusieurs pays de l'UE et qui contribueront à la compétitivité internationale des universités européennes».
Deux appels à projets ont été lancés en 2019 et 2020 ; en raison du nombre de candidatures, l'objectif initial de la vingtaine a été dépassé, et 41 projets ont été sélectionnés.

## Les 20 ans de l'espace européen[9]
Chaque année, les ministres de l'enseignement supérieur de l'espace européen se rencontrent pour faire le point de l'avancement des projets et fixer de nouveaux objectifs. La conférence (virtuelle) de 2020 à Rome a insisté sur la nécessité de l'ouverture à tous de l'enseignement supérieur, du développement de l'apprentissage et de l'innovation dans les méthodes de formation.
À l'horizon 2025, l'Union européenne souhaite la construction d'un espace européen de l'Éducation (élargi au-delà de l'enseignement supérieur) avec comme objectifs :

« * passer du temps à l’étranger pour étudier et se former devienne la norme ;
- les diplômes de l’enseignement secondaire et supérieur soient reconnus dans l’ensemble des États membres ;
- connaître deux langues en plus de sa langue maternelle soit la règle générale ;
- chacun ait accès à une éducation de qualité, indépendamment de son milieu socio-économique ;
- les citoyens soient pleinement conscients de leur identité européenne, ainsi que du patrimoine culturel de l’Europe et de sa diversité. »

Objectifs encore loin d'être atteints après 20 ans par les universités de l'espace européen.